# Ack, af ditt outtömliga förråd
Ack, af ditt outtömliga förråd är en psalmtext medtagen i Herde-Rösten 1892. Sången har fem verser. Någon författare, melodi eller annan information om ursprunget finns inte i anslutning till texten.  Aug. Davis som är utgivare av denna psalmbok står som innehavare av copyright för många av psalmbokens texter. Dock inte denna, som därmed av honom hänfördes till det han kallade "den stora allmänningen av 'gamla sånger' dels ifrån Sverige, dels öfversättningar af engelska sånger". 
I Nya Pilgrimssånger 1892 anges att melodin är hämtad från föregångaren Pilgrimssånger I:a samlingen, som gavs ut 1852.

## Publicerad i
- Pilgrimssånger 1852
- Herde-Rösten 1892 som nr 564 under rubriken "Bön".
- Nya Pilgrimssånger 1892, som nr 243 under rubriken "Helgelse".